# Operador compacto
En análisis funcional, un operador compacto es un operador lineal L definido sobre un espacio de Banach X a otro espacio de Banach Y, tal que la imagen por L de cualquier conjunto acotado de X es un conjunto relativamente compacto de Y. Un operador con esa propiedad necesariamente es un operador acotado y por tanto continuo.
Cualquier operador acotado L de rango finito es un operador compacto, de hecho, la clase de operadores compactos es un generalización natural de la clase de operadores de rango finito en un contexto de dimensión infinita. Cuando Y es un espacio de Hilbert, resulta que cualquier operador compacto es el límite de una sucesión de operadores de rango finito, de tal manera que la clase de operadores compactos puede ser definida alternativamente como la clausura topológica en la norma de operadores del conjunto de operadores de rango finito. Durante años fue una cuestión abierta de si esto es cierto en general para espacios de Banach, hasta que Per Enflo mostró que no, dando un contraejemplo.
El origen de la teoría de operadores compactos es la teoría de ecuaciones integrales donde algunos operadores integrales eran casos concretos de operadores compactos. Una ecuación integral de Fredholm típica da lugar a un operador compacto K sobre un espacio funcional, cuya propiedad de compacidad se demuestra por equicontinuidad. El método de aproximación de operadores de rango finito es básico en la solución numérica de ese tipo de ecuaciones. La idea abstracta de operador de Fredholm se deriva de esta conexión.

## Formulaciones equivalentes
Sea {\displaystyle T:X\to Y} un operador lineal, las siguientes afirmaciones son equivalentes:
- {\displaystyle T} es un operador compacto
- La imagen de la bola unitaria de {\displaystyle X} bajo {\displaystyle T} es relativamente compacta en {\displaystyle Y}.
- Para toda subsucesión acotada {\displaystyle (x_{n})_{n}\subseteq X}, la sucesión {\displaystyle (Tx_{n})_{n}\subseteq Y} tiene una subsucesión convergente.

- Datos: Q1780743